# Monoxyde de trihydrogène
Ne doit pas être confondu avec Monoxyde de dihydrogène.
« H3O » redirige ici. Ne pas confondre avec H3O+.
Le monoxyde de trihydrogène, ou simplement oxyde de trihydrogène, est un composé chimique de formule brute H3O, stable à hautes température et pression. Il pourrait constituer une fine couche de liquide métallique autour du noyau des planètes Uranus et Neptune, à l'origine du champ magnétique de ces planètes.

## Domaine de stabilité et propriétés
L'oxyde de trihydrogène n'a pas été observé expérimentalement, mais prédit par le calcul à l'aide de la méthode CALYPSO. Il serait stable dans l'intervalle de pression 450–600 GPa et pourrait être produit par la réaction :
2 H2O + H2 → 2 H3O.
Ce n'est pas un véritable oxyde de trihydrogène en ce sens que chaque atome d'oxygène n'est lié par une liaison forte (covalente) qu'à deux atomes d'hydrogène. C'est en fait un composé d'insertion du dihydrogène dans l'eau, des molécules de dihydrogène s'insérant dans les vides du réseau de molécules d'eau.
À 600 GPa et 7 000 K la masse volumique calculée pour H3O est de 4,3 g/cm3. Des simulations de dynamique moléculaire ont été menées à masse volumique constante pour différentes températures :
- à 1 000 K, H3O est un solide cristallin orthorhombique (groupe d'espace Cmca, no 64), avec 16 entités H3O par maille ;
- à 1 250 K, ce solide passe dans un état superionique ;
- il se liquéfie à 5 250 K et le liquide devrait avoir une conductivité électrique de type métallique.

## H3Odans le Système solaire
Le champ magnétique d'Uranus et de Neptune présente la particularité de ne pas être dipolaire ni axisymmétrique. Ces particularités sont explicables si le champ magnétique est produit par effet dynamo au sein d'une couche conductrice suffisamment mince,. L'origine du champ est problématique parce que le noyau de ces planètes est probablement solide (donc trop rigide) et l'épais manteau de glaces trop peu conducteur pour abriter une dynamo.
D'après la relation entre pression et profondeur prédite à l'intérieur d'Uranus et de Neptune, H3O devrait être stable et liquide dans une couche relativement mince, à des distances du centre comprises entre 0,32 et 0,38 R, où R désigne le rayon de la planète. L'existence d'une fine couche de liquide conducteur à la base du manteau d'Uranus et de Neptune est peut-être la solution de l'énigme posée par le champ magnétique de ces planètes.